# Snježnik
Snježnik (1506 m) – góra w Chorwacji, w Gorskim kotarze.

## Opis
Sąsiaduje z masywem Risnjaka. Jej najwyższym szczytem jest Veliki Snježnik (1506 m n.p.m.). Jest zbudowana z dolomitów, łupków i wapieni. Północne i wschodnie zbocza są strome i trudno dostępne. W większości jest porośnięta lasem bukowo-świerkowym. Funkcjonuje na niej schronisko turystyczne.